# Drapeau d'Honolulu
Le drapeau d'Honolulu, Hawaii se compose du sceau de la ville sur un champ jaune. Le drapeau a été adopté en 1960.
Le drapeau contient des symboles provenant à la fois de l'intérieur et de l'extérieur de la ville. Le bouclier représenté sur le drapeau est utilisé depuis 1895, date à laquelle une république a été établie après le renversement du royaume. La couleur jaune présente à la fois dans le bouclier et le drapeau représente l'île d'O'ahu (le jaune étant la couleur jaune ' ilima).
- Pūlo'ulo'u: utilisé pour marquer " / kapu " pour les roturiers à l'époque de la monarchie
- Rayures rouges, bleues et blanches: du drapeau de l'État
- Soleil levant: nouvelle ère
- Étoile au milieu: Hawaï lui-même